# 2620 Santana
2620 Santana је астероид главног астероидног појаса са средњом удаљеношћу од Сунца која износи 2,857 астрономских јединица (АЈ).
Апсолутна магнитуда астероида је 12,7.